# Tabanoidea
Super-famille
Les Tabanoidea sont une super-famille d'insectes diptères brachycères (mouches). Elle comprend quatre familles : Athericidae, Oreoleptidae, Pelecorhynchidae et Tabanidae.

## Liste des familles, sous-familles et genres
- famille des Athericidae
  - genre Atherix Meigen, 1803
  - genre Atrichops Verrall, 1909
  - genre Ibisia Róndani, 1856
- famille des Oreoleptidae
  - genre Oreoleptis Zloty, Sinclair, & Pritchard, 2005
- famille des Pelecorhynchidae
  - genre Pelecorhynchus Macquart, 1850
  - genre Glutops Burgess, 1878
  - genre Pseudoerinna Shiraki, 1932
- famille des Tabanidae
  - sous-famille des Chrysopsinae
    - tribu des Chrysopsini
      - genre Chrysops Meigen, 1803

  - sous-famille des Pangoniinae
    - tribu des Pangoniini
      - genre Apatolestes
      - genre Asaphomyia
      - genre Brennania Radford, 1954
      - genre Esenbeckia
      - genre Pegasomyia
      - genre Stonemyia

    - tribu des Scionini
      - genre Goniops

  - sous-famille des Tabaninae
    - tribu des Haematopotini
      - genre Haematopota Meigen, 1803

    - tribu des Tabanini
      - genre Atylotus Osten Sacken, 1876
      - genre Hybomitra Enderlein, 1922
      - genre Tabanus Linnaeus, 1758

## Publication originale
- (en) D. W. Coquillett, « A systematic arrangement of the families of the Diptera », Proceedings of the United States National Museum, Washington, Inconnu, vol. 23, no 1227,‎ 1901, p. 653–658 (ISSN 0096-3801 et 2377-6560, OCLC 1259735, DOI 10.5479/SI.00963801.23-1227.653, lire en ligne).